# Conferència de Cervera
La Conferència de Cervera va tenir lloc el 13 de juny de 1713 a la ciutat de Cervera entre el comte de Königsegg, en nom del mariscal Starhemberg, lloctinent de Carles III i el marquès de Grimaldi, en nom del Duc de Pòpuli, comandant en cap de l'exèrcit de Felip V, amb la presència d'emissaris anglesos. La conferència pretenia organitzar l'armistici i l'evacuació de tropes estrangeres que marcarien final de la Guerra de Successió Espanyola, tal com disposava el Tractat d'Utrecht, però va fracassar a causa de la negativa borbònica de respectar les llibertats catalanes.